# Japan Football League
Đối với giải trước năm 1998 (Japan Futtobōru Rīgu (ジャパンフットボールリーグ Japan Futtobōru Rīgu), được nhắc đến trong bài này là "giải JFL cũ"), xem Giải bóng đá Nhật Bản (1992–1998).
Japan Football League, (日本フットボールリーグ Nihon Futtobōru Rīgu) hay ngắn gọn JFL là giải đấu hạng thứ tư của Hệ thống các giải bóng đá Nhật Bản, dưới ba hạng đấu của J. League, và là hạng đấu cao nhất của các giải nghiệp dư. Mặc dù mang danh chính thức là giải nghiệp dư nhưng giải đấu vẫn có các đội chuyên nghiệp đang là thành viên liên kết J. League.

## Lịch sử
Japan Football League bắt đầu từ mùa 1999 khi giải hạng hai của J. League (J2) cũng được khai sinh. Cho đến trước đó, J. League chỉ bao gồm một hạng đấu và giải JFL cũ là hạng đấu cao thứ hai. Trong 16 đội thi đấu ở mùa giải trước của giải JFL cũ, 9 đội quyết định và được chấp nhận thi đấu tại J2 còn 7 đội khác cũng như Điện Yokogawa, đội thắng Trận tranh lên hạng khu vực, thành lập JFL mới. 8 đội đó cùng với Yokohama FC được phép tham dự do một hoàn cảnh đặc biệt sau khi Yokohama Flügels và Yokohama Marinos hợp nhất thi đấu trong mùa giải mở màn.
9 đội thi đấu trong mùa giải đầu tiên bao gồm: Denso SC, Honda Motors, Jatco FC, Đại học Kokushikan, Mito HollyHock, Dược Otsuka, Sony Sendai,  Yokohama FC và Điện Yokogawa.
Trong mùa giải thứ hai số đội được nâng từ 9 lên 12, và đạt 16 năm 2001. Năm 2002 có 18 câu lạc bộ trước khi trở lại là 16 trong mùa tiếp theo và lại trở lại 18 năm 2006. Riêng mùa 2012 chỉ có 17 câu lạc bộ do Arte Takasaki bỏ cuộc.
Giải đấu lại một lần nữa bị giảm số đội vào mùa 2013, do 10 trong số 18 đã gia nhập giải đấu mớ J3 League. Và giải đấu cũng bị giảm xuống một hạng, trở thành hạng đấu thứ tư từ năm 2014.
Có 3 câu lạc bộ cũ của JFL từng tham dự giải đấu cao nhất: Yokohama FC (2007), Dược Otsuka (2014, với tên Tokushima Vortis), và Matsumoto Yamaga (2015).

## Tổng quan
Các câu lạc bộ JFL có thể là đội bóng của các công ty, hoặc là một câu lạc bộ độc lập hoàn toàn cũng có thể là một đội dự bị.

### Thăng hạng từ JFL
Trong mùa 2012 và 2013. Một câu lạc bộ thỏa mãn những yêu cầu sau thì được thăng hạng J. League Hạng 2.
- Là Thành viên Liên kết J. League
- Kết thúc ở vị trí top 2 JFL
  - Nếu chỉ đội vô địch là thành viên liên kết, sẽ tự động lên hạng.
  - Nếu cả nhà vô địch và á quân đều là thành viên liên kết, đội vô địch sẽ lên hạng trực tiếp, đội á quân sẽ thi đấu Trận tranh Lên/Xuống hạng với đội thứ 2 từ dưới lên của J2.
  - Nếu chỉ đội á quân là thành viên liên kết, họ sẽ thi đấu Trận tranh Lên/Xuống hạng với đội xếp cuối của J2.
- Kiểm duyệt được thông qua bởi Ủy ban J. League

Khi thành lập J. league hạng 3 năm 2014. Các yêu cầu với 2 đội dẫn đầu không cần thiết phải là một đội được chấp thuận bởi Ủy ban J. League và là một Thành viên Liên kết J. League. Tuy nhiên, họ sẽ bắt đầu ở J3. JFL sẽ trở thành hạng đấu cao nhất dành cho hạng nghiệp dư tại Nhật Bản một lần nữa, và mục đích vẫn là cung cấp suất tham dự J.League bắt đầu từ J3.

### Xuống hạng từ JFL
Hai đội xếp cuối có thể đối mặt với việc xuống hạng trực tiếp hoặc trận tranh lên/xuống hạng với đội xếp đầu của Vòng chung kết Giải bóng đá khu vực toàn Nhật Bản. Số lượng các đội bóng, những đội cần để thi đấu trong trận play-off khác nhau tùy thuộc vào số lượng các đội bóng được thăng hạng J3 hoặc rút khỏi JFL.

### Suất tham dự Cúp Hoàng đế
Cho đến năm 2008, chỉ có đội đứng đầu sau nửa mùa giải (17 trận) là được giành quyền tham dự Cúp Hoàng đế, tham gia từ vòng ba cùng với các đội J2, rồi sau đó được nới rộng lên ba câu lạc bộ đứng đầu trong năm 2010 do sự mở rộng của J2. Các câu lạc bộ khác phải hội đủ điều kiện thông qua vòng loại tại tỉnh của mình và sau đó là đá ở vòng đầu tiên.

## Mùa 2015

### Thể thức thi đấu
Giải đấu sẽ thi đấy theo hệ thống Apertura và Clausura, hai đội vô địch của mỗi giai đoạn sẽ tranh chức vô địch trong trận playoff.

### Các câu lạc bộ tham dự (2015)
Bản mẫu:JFL map 2015
| Câu lạc bộ            | Mùa đầu tiên tại JFL | Số mùa tại JFL | Trụ sở               | Giai đoạn hiện tại ở JFL | Chức vô địch lần cuối | Tư cách để tham dự J. League |
| --------------------- | -------------------- | -------------- | -------------------- | ------------------------ | --------------------- | ---------------------------- |
| Azul Claro Numazu     | 2014                 | 2              | Numazu, Shizuoka     | 2014—                    | —                     | Có                           |
| Fagiano Okayama Next  | 2014                 | 2              | Okayama, Okayama     | 2014—                    | —                     | Không                        |
| MIO Biwako Shiga      | 1999                 | 17             | Hamamatsu, Shizuoka  | 1999—                    | 2014                  | Không                        |
| Kagoshima United      | 2014                 | 2              | Kagoshima, Kagoshima | 2014—                    | —                     | Có                           |
| Honda FC              | 2005                 | 9              | Miyazaki, Miyazaki   | 2009—                    | —                     | Không                        |
| Maruyasu Okazaki      | 2014                 | 2              | Okazaki, Aichi       | 2014—                    | —                     | Không                        |
| Honda Lock            | 2008                 | 8              | Kusatsu, Shiga       | 2008—                    | —                     | Có                           |
| Nara Club             | 2015                 | 1              | Nara, Nara           | 2015—                    | —                     | Có                           |
| FC Osaka              | 2015                 | 1              | Toàn Osaka           | 2015—                    | —                     | Có                           |
| SP Kyoto FC           | 2003                 | 13             | Uji, Kyoto           | 2003—                    | —                     | Không                        |
| Ryutsu Keizai Dragons | 2015                 | 1              | Ryūgasaki, Ibaraki   | 2015—                    | —                     | Không                        |
| Sony Sendai           | 1999                 | 17             | Miyagi               | 1999—                    | —                     | Không                        |
| Tochigi Uva           | 2010                 | 6              | Tochigi, Tochigi     | 2010—                    | —                     | Có                           |
| Vanraure Hachinohe    | 2014                 | 2              | Hachinohe, Aomori    | 2014—                    | —                     | Có                           |
| Verspah Oita          | 2012                 | 4              | Ōita, Ōita           | 2012—                    | —                     | Không                        |
| Yokogawa Musashino    | 1999                 | 17             | Musashino, Tokyo     | 1999—                    | —                     | Không                        |

- Nền hồng chỉ các câu lạc bộ lên hạng gần nhất từ Giải khu vực Nhật Bản thông qua Vòng chung kết các khu vực.
- "Tư cách để tham dự J. League" đỏi hỏi câu lạc bộ phải có yêu cầu cơ bản đầu tiên là thành viên của kế hoạch 100 năm. Câu lạc bộ thực sự đạt yêu cầu được in đậm.

### Câu lạc bộ cũ
| Câu lạc bộ                  | Mùa đầu tiên tại JFL | Số mùa tại JFL | Trụ sở                     | Giai đoạn gần nhất ở JFL | Chức vô địch lần cuối | Hạng hiện tại                            |
| --------------------------- | -------------------- | -------------- | -------------------------- | ------------------------ | --------------------- | ---------------------------------------- |
| ALO's Hokuriku              | 2000                 | 8              | Toyama, Toyama             | 2000–2007                | —                     | Giải thể, hợp nhất thành Kataller Toyama |
| Arte Takasaki               | 2004                 | 8              | Takasaki, Gunma            | 2004–2011                | —                     | Giải thể                                 |
| Kyoto BAMB 1993             | 2000                 | 4              | Kyoto, Kyoto               | 2000–2004                | —                     | Kansai League H1                         |
| Blaublitz Akita             | 2007                 | 7              | Toàn Akita                 | 2007–2013                | —                     | J3                                       |
| Ehime FC                    | 2001                 | 5              | Toàn Ehime                 | 2001–2005                | 2005                  | J2                                       |
| Fagiano Okayama             | 2008                 | 1              | Toàn Okayama               | 2008                     | —                     | J2                                       |
| Fukushima United            | 2013                 | 1              | Fukushima, Fukushima       | 2013                     | —                     | J3                                       |
| Gainare Tottori             | 2001                 | 10             | Toàn Tottori               | 2001–2010                | 2010                  | J3                                       |
| FC Gifu                     | 2007                 | 1              | Toàn Gifu                  | 2007                     | —                     | J2                                       |
| Mito HollyHock              | 1999                 | 1              | Mito, Ibaraki              | 1999                     | —                     | J2                                       |
| Jatco FC                    | 1999                 | 5              | Numazu, Shizuoka           | 1999–2003                | —                     | Giải thể                                 |
| Đội dự bị JEF               | 2006                 | 6              | Ichihara, Chiba            | 2006–2011                | —                     | Giải thể                                 |
| Kamatamare Sanuki           | 2011                 | 3              | Toàn Kagawa                | 2011–2013                | —                     | J2                                       |
| FC Kariya                   | 1999                 | 11             | Kariya, Aichi              | 1999–2009                | —                     | Tōkai League H1                          |
| Kataller Toyama             | 2008                 | 1              | Toàn Toyama                | 2008                     | —                     | J3                                       |
| Đại học Kokushikan          | 1999                 | 6              | Machida, Tokyo             | 1999–2003                | —                     | Kantō University League                  |
| Mitsubishi Motors Mizushima | 2005                 | 5              | Kurashiki, Okayama         | 2005–2009                | —                     | Chugoku League                           |
| Fujieda MYFC                | 2012                 | 2              | Fujieda, Shizuoka          | 2012–2013                | —                     | J3                                       |
| New Wave Kitakyushu         | 2008                 | 2              | Kitakyushu, Fukuoka        | 2008–2009                | —                     | J2                                       |
| Dược Otsuka                 | 1999                 | 6              | Toàn Tokushima             | 1999–2004                | 2004                  | J2                                       |
| Nagano Parceiro             | 2011                 | 3              | Nagano, Nagano             | 2011–2013                | 2013                  | J3                                       |
| Profesor Miyazaki           | 2002                 | 1              | Toàn Miyazaki              | 2002                     | —                     | Giải thể                                 |
| Rosso Kumamoto              | 2001                 | 4              | Kumamoto, Kumamoto         | 2006–2007                | —                     | J2                                       |
| Renofa Yamaguchi            | 2014                 | 1              | Yamaguchi, Yamaguchi       | 2014                     | —                     | J3                                       |
| FC Ryukyu                   | 2006                 | 8              | Toàn Okinawa               | 2006–2013                | —                     | J3                                       |
| Đại học Ryutsu Keizai       | 2005                 | 6              | Ryugasaki, Ibaraki         | 2005–2010                | —                     | Kantō League H1                          |
| SC Sagamihara               | 2013                 | 1              | Sagamihara, Kanagawa       | 2013                     | —                     | J3                                       |
| Sagawa Express Osaka        | 2002                 | 5              | Higashisumiyoshi-ku, Osaka | 2002–2006                | —                     | Giải thể, hợp nhất thành Sagawa Shiga    |
| Sagawa Express Tokyo        | 2001                 | 6              | Kōtō, Tokyo                | 2001–2006                | —                     | Giải thể, hợp nhất thành Sagawa Shiga    |
| Sagawa Shiga                | 2007                 | 6              | Moriyama, Shiga            | 2007–2012                | 2011                  | Giải thể                                 |
| Đại học Shizuoka Sangyo     | 2000                 | 3              | Iwata, Shizuoka            | 2000–2002                | —                     | Tōkai University League                  |
| Thespa Kusatsu              | 2004                 | 1              | Toàn Gunma                 | 2004                     | —                     | J2                                       |
| Tochigi SC                  | 2000                 | 9              | Utsunomiya, Tochigi        | 2000–2008                | —                     | J2                                       |
| V-Varen Nagasaki            | 2009                 | 4              | Toàn Nagasaki              | 2009–2012                | 2012                  | J2                                       |
| Matsumoto Yamaga            | 2010                 | 2              | Matsumoto, Nagano          | 2010–2011                | —                     | J1                                       |
| YKK AP                      | 2001                 | 7              | Kurobe, Toyama             | 2001–2007                | —                     | Giải thể, hợp nhất thành Kataller Toyama |
| Yokohama FC                 | 1999                 | 2              | Yokohama, Kanagawa         | 1999–2000                | 2000                  | J2                                       |
| YSCC Yokohama               | 2012                 | 2              | Yokohama, Kanagawa         | 2012–2013                | —                     | J3                                       |
| Machida Zelvia              | 2009                 | 4              | Machida, Tokyo             | 2013                     | —                     | J3                                       |
| Zweigen Kanazawa            | 2010                 | 4              | Kanazawa, Ishikawa         | 2010–2013                | —                     | J2                                       |

- Nền hồng chỉ đội gần nhất lên hạng J3 League.

## Vô địch, lên hạng và xuống hạng

### Câu lạc bộ thành công nhất
Đậm là cấc câu lạc bộ đang thi đấu tại JFL mùa 2015. in nghiêng câu lạc bộ không còn tồn tại.
| Câu lạc bộ           | Vô địch | Á quân | Năm vô địch                  | Năm á quân             |
| -------------------- | ------- | ------ | ---------------------------- | ---------------------- |
| MIO Biwako Shiga     | 5       | 4      | 2001, 2002, 2006, 2008, 2014 | 1999, 2000, 2003, 2004 |
| Sagawa Shiga         | 3       | 1      | 2007, 2009, 2011             | 2010                   |
| Dược Otsuka          | 2       | 1      | 2003, 2004                   | 2001                   |
| Yokohama FC          | 2       | 0      | 1999, 2000                   |                        |
| Nagano Parceiro      | 1       | 2      | 2013                         | 2011, 2012             |
| Ehime FC             | 1       | 0      | 2005                         |                        |
| Gainare Tottori      | 1       | 0      | 2010                         |                        |
| V-Varen Nagasaki     | 1       | 0      | 2012                         |                        |
| Sagawa Express Tokyo | 0       | 2      |                              | 2002, 2006             |
| YKK AP               | 0       | 1      |                              | 2005                   |
| Rosso Kumamoto       | 0       | 1      |                              | 2007                   |
| Tochigi SC           | 0       | 1      |                              | 2008                   |
| Yokogawa Musashino   | 0       | 1      |                              | 2009                   |
| Kamatamare Sanuki    | 0       | 1      |                              | 2013                   |
| SP Kyoto FC          | 0       | 1      |                              | 2014                   |

### Giải hạng thứ ba: 1999–2013
| Mùa  | Vô địch                    | Á quân                     | Lên hạng J2 sau mùa giải | Lên hạng từ Giải Khu vực trước mùa giải                                               | Xuống hạng Giải Khu vực sau mùa giải                                          |
| ---- | -------------------------- | -------------------------- | --- | ------------------------------------------------------------------------------------- | ----------------------------------------------------------------------------- |
| 1999 | Yokohama F.C.              | Honda F.C.                 | Mito HollyHock | Yokogawa Denki                                                                        | Không                                                                         |
| 2000 | Yokohama F.C.              | Honda F.C.                 | Yokohama FC | Tochigi S.C. Đại học Shizuoka Kengyo Alo's Hokuriku F.C. Kyoken                       | Không                                                                         |
| 2001 | Honda F.C.                 | Otsuka Pharmaceutical F.C. | Không | Sagawa Express Tokyo S.C. YKK AP F.C. S.C. Tottori Ehime F.C. NTT West Japan-Kumamoto | Không                                                                         |
| 2002 | Honda F.C.                 | Sagawa Express Tokyo S.C.  | Không | Sagawa Express Osaka S.C. Profesor Miyazaki                                           | Đại học Shizuoka Kengyo Alouette Kumamoto Profesor Miyazaki                   |
| 2003 | Otsuka Pharmaceutical F.C. | Honda F.C.                 | Không | Sagawa Printing S.C.                                                                  | Jatco F.C. (giải thể) F.C. Kyoto BAMB 1993 (F.C. Kyoken)                      |
| 2004 | Otsuka Pharmaceutical F.C. | Honda F.C.                 | Otsuka (Tokushima Vortis) Kusatsu | Thespa Kusatsu Gunma Horikoshi                                                        | Đại học Kokushikan (buộc rút lui do scandal)                                  |
| 2005 | Ehime F.C.                 | YKK AP F.C.                | Ehime | Ryutsu Keizai University F.C. Mitsubishi Motors Mizushima F.C. Honda Lock S.C.        | Không                                                                         |
| 2006 | Honda F.C.                 | Sagawa Express Tokyo S.C.  | Không | JEF United Ichihara Chiba B Rosso Kumamoto F.C. Ryukyu                                | Honda Lock S.C. (Sagawa Express Tokyo và Osaka hợp nhất thành một câu lạc bộ) |
| 2007 | Sagawa Express S.C.        | Rosso Kumamoto             | Kumamoto Gifu | TDK S.C. F.C. Gifu                                                                    | (Alo's Hokuriku và YKK AP hợp nhất thành Kataller Toyama)                     |
| 2008 | MIO Biwako Shiga           | Tochigi SC                 | Tochigi SC Fagiano Okayama Kataller Toyama | Fagiano Okayama New Wave Kitakyushu Honda Lock                                        | Không                                                                         |
| 2009 | Sagawa Shiga               | Yokogawa Musashino         | New Wave Kitakyushu | Machida Zelvia V-Varen Nagasaki Honda FC                                              | Mitsubishi Motors Mizushima (tự nguyện rút lui) FC Kariya                     |
| 2010 | Gainare Tottori            | Sagawa Shiga               | Tottori | Matsumoto Yamaga Hitachi Tochigi Uva Zweigen Kanazawa                                 | Đại học Ryutsu Keizai                                                         |
| 2011 | Sagawa Shiga               | Nagano Parceiro            | Machida Matsumoto | Kamatamare Sanuki Nagano Parceiro                                                     | Đội dự bị JEF (giải thể) Arte Takasaki (giải thể)                             |
| 2012 | V-Varen Nagasaki           | Nagano Parceiro            | Nagasaki | YSCC Yokohama Fujieda MYFC Hoyo AC Elan Oita                                          | Sagawa Shiga (giải thể)                                                       |
| 2013 | Nagano Parceiro            | Kamatamare Sanuki          | Sanuki | SC Sagamihara Fukushima United                                                        | Không                                                                         |
| 2013 | Nagano Parceiro            | Kamatamare Sanuki          | *Những câu lạc bộ sau được lên giải J3 League mới: Nagano Parceiro, SC Sagamihara, Machida Zelvia, Zweigen Kanazawa, Blaublitz Akita, FC Ryukyu, YSCC Yokohama, Fujieda MYFC và Fukushima United. |                                                                                       |                                                                               |

### Giải hạng thứ tư: 2014—
Bắt đàu từ mùa 2014 thể thức Apertura và Clausura được dùng để quyết định đội vô địch.
| Mùa  | Vô địch              | Á quân          | Lên hạng J3 sau mùa giải | Lên hạng từ Giải Khu vực trước mùa giải                                                                            | Xuống hạng Giải Khu vực sau mùa giải |
| ---- | -------------------- | --------------- | ------------------------ | --- | ------------------------------------ |
| 2014 | MIO Biwako Shiga (A) | SP Kyoto FC (C) | Renofa Yamaguchi         | Fagiano Okayama Next Kagoshima United Vanraure Hachinohe Azul Claro Numazu Maruyasu Industries SC Renofa Yamaguchi | Không                                |
| 2015 |                      |                 |                          | Nara Club FC Osaka Ryutsu Keizai Dragons                                                                           |                                      |